# Chi Rau lưỡi bò
Chi Rau lưỡi bò hay còn gọi chi ngũ cách, chi rau tai voi (danh pháp khoa học: Pentaphragma) là chi duy nhất của họ Pentaphragmataceae (họ ngũ cách, họ rau lưỡi bò, họ rau tai voi). Họ ngũ cách được tách ra từ họ Hoa chuông (Campanulaceae), thuộc bộ Cúc (Asterales). Họ này chứa khoảng 30 loài trong 1 chi, chủ yếu là cây thân thảo mọng thịt, với các phiến lá bất đối xứng thường có mép lá bị xẻ khía. Chúng phân bổ ở khu vực Đông Nam Á và Malesia. Họ Pentaphragmataceae là các loài thực vật khác biệt với các loài trong họ Hoa chuông. Hoa của chúng dạng xim hình bọ cạp, không cuống, đối xứng tỏa tia, với các cánh hoa lớn, dễ thấy. Bao phấn hướng ngoại và bầu nhụy nhỏ; chúng có các túi chứa mật hoa nằm giữa các vách ngăn kết nối đế hoa với bầu nhụy. Quả là dạng quả mọng.

## Danh sách loài
- Pentaphragma acuminatum
- Pentaphragma albiflorum
- Pentaphragma aurantiaca
- Pentaphragma bartlettii
- Pentaphragma begoniaefolium
- Pentaphragma combretiflorum
- Pentaphragma corniculatum
- Pentaphragma cyrtandriforme
- Pentaphragma decurrens
- Pentaphragma ellipticum
  - Pentaphragma ellipticum var. flocculosum
- Pentaphragma gamopetalum
- Pentaphragma grandiflorum
- Pentaphragma grandis
- Pentaphragma honbaense ngũ cách hòn bà, mồng tơi rừng
- Pentaphragma horsfieldii
- Pentaphragma hosei
- Pentaphragma insigne
- Pentaphragma integrifolium
- Pentaphragma jaherii
- Pentaphragma lambirense
- Pentaphragma lanuginosum
- Pentaphragma longisepalum
- Pentaphragma macrophyllum
- Pentaphragma mindanaense
- Pentaphragma obtusifolium
- Pentaphragma paucinerve
- Pentaphragma philippinensis
- Pentaphragma platyphyllum
- Pentaphragma poilanei
- Pentaphragma prostratum
- Pentaphragma pulgarense
- Pentaphragma ridleyi
- Pentaphragma scortechinii
- Pentaphragma sinense rau bánh lái, rau tai nai
- Pentaphragma spatulisepalum
- Pentaphragma spicatum
- Pentaphragma sumatrana
- Pentaphragma tenuiflorum
- Pentaphragma tetrapetalum
- Pentaphragma viride
- Pentaphragma winitii

## Hình ảnh

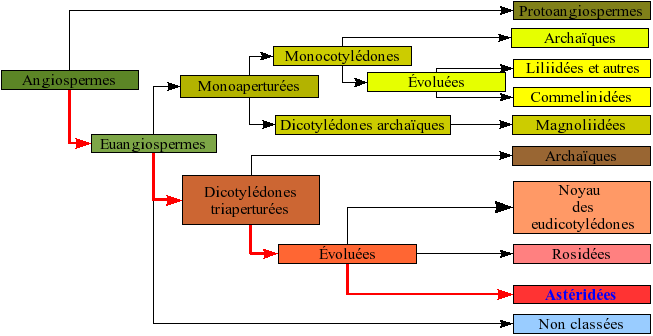